# 상심동화
상심동화(傷心童話, Sad Fairy Tale)는 중국에서 제작된 서정초 감독의 2012년 드라마, 멜로/로맨스 영화이다. 류시시 등이 주연으로 출연하였다.

## 출연

### 주연
- 류시시
- 후샤